# Cyperus macrocarpus
Cyperus macrocarpus là loài thực vật có hoa trong họ Cói. Loài này được (Kunth) Boeckeler mô tả khoa học đầu tiên năm 1870.